# Predigerseminar
Ein Predigerseminar ist im Bereich der evangelischen Landeskirchen eine Ausbildungsstätte für Theologen (Kandidaten) in der postgradualen Ausbildungsphase zum Pfarrer (siehe Theologie, evangelisches Vikariat). Das älteste deutsche Predigerseminar dieser Art ist das Predigerseminar Wittenberg. In den evangelischen Freikirchen bezeichnete der Begriff Predigerseminar ursprünglich die Ausbildungsstätte für Pastoren schlechthin. Aus dem freikirchlichen Predigerseminar wurde später in der Regel das Theologische Seminar. Eine Reihe dieser Seminare haben inzwischen die Anerkennung als Hochschule erhalten und führen deshalb diesen Begriff in ihrem Namen.

## Liste der landeskirchlichen Predigerseminare
- Predigerseminar Braunschweig
- Studienseminar/Morata-Haus Heidelberg
- Theologisches Seminar Herborn
- Missionsseminar Hermannsburg
- Evangelisches Studienseminar Hofgeismar
- Predigerseminar Landau in der Pfalz
- Predigerseminar Loccum
- Predigerseminar Ludwigslust
- Predigerseminar Nürnberg
- Prediger- und Studienseminar der Nordkirche (zuvor Nordelbiens) Ratzeburg
- Pfarrseminar Haus Birkach Stuttgart
- Predigerseminar Wittenberg
- Seminar für pastorale Ausbildung Wuppertal (ehm. Reformiertes Predigerseminar Elberfeld und Predigerseminar Villigst)

## Liste freikirchlicher Predigerseminare
Zu den ältesten freikirchlichen Ausbildungsstätten, die ursprünglich die Bezeichnung Predigerseminar trugen, gehören die methodistische Theologische Hochschule Reutlingen und die baptistische Theologische Hochschule in Wustermark-Elstal. 
Weitere Ausbildungsstätten in Auswahl sind:
- das mennonitische Ausbildungs- und Tagungszentrum Bienenberg in Liestal in der Schweiz
- die Theologische Hochschule Ewersbach des Bundes Freier evangelischer Gemeinden in Dietzhölztal-Ewersbach
- die Theologische Hochschule Friedensau der Freikirche der Siebenten-Tags-Adventisten in Möckern-Friedensau

## Liste ehemaliger landeskirchlicher Predigerseminare
- Predigerseminar Dembowalonka
- Reformiertes Predigerseminar Elberfeld
- Predigerseminar Erichsburg
- Predigerseminar Friedberg
- Predigerseminar Soest